# Ion Ciubuc

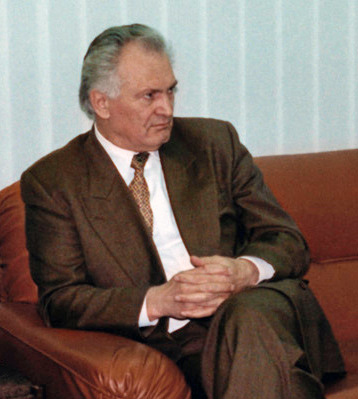
Ion Ciubuc

Ion Ciubuc (* 29. Mai 1943 in Hădărăuți, Rajon Ocnița; † 29. Januar 2018) war ein moldauischer Politiker und von 1997 bis 1999 Ministerpräsident der Republik Moldau.

## Biografie

### Tätigkeiten in der Moldauischen SSR
Nach dem Schulbesuch war er von 1960 bis 1963 zunächst Arbeiter auf der Kollektivfarm „1. Mai“ in seiner Geburtsstadt Hădărăuți. Nach einem dreijährigen Militärdienst absolvierte er ein Studium der Agrarwissenschaften am Agrokulturellen Institut von Odessa, das er 1970 mit dem Doktortitel in Wirtschaftswissenschaften abschloss. Zugleich war er zwischen 1966 und 1973 Chefökonom sowie Vorsitzender der Kollektivfarmen von Hădărăuți und Trebisouți. Im Anschluss war er Vorsitzender des Rates der Kollektivfarmen im Rajon Briceni. Daneben war er zeitweise Gasthörer an der Akademie für Gesellschaftswissenschaften beim ZK der KPdSU.
Nach Abschluss dieser parteipolitischen Fortbildung wurde er 1975 Instrukteur der Kommunistischen Partei der Moldauischen SSR. Nach einer weiteren parteipolitischen Weiterbildung bei der Akademie der Wissenschaften des ZK der KPdSU war er zwischen 1978 und 1984 Erster Sekretär der KP von Vulcănești. 1984 erfolgte seine Berufung zum 1. Stellvertretenden Vorsitzenden des Staatlichen Planungskomitees (GOSPLAN), ehe er 1986 Sektionsleiter am Institut für Wissenschaftliche Forschung in der Landwirtschaft wurde. Nach einer Tätigkeit als Stellvertretender Vorsitzender der Agro-Industriellen Vereinigung der Moldauischen SSR zwischen 1989 und 1990 wurde er dann in der Regierung von Mircea Druc 1. Stellvertretender Minister für Nationalwirtschaft.

### Aufstieg zum Ministerpräsidenten Moldaus
Nach dem Zerfall der Sowjetunion sowie der Erklärung der Unabhängigkeit als Republik war er zwischen 1991 und 1992 1. Stellvertretender Ministerpräsident sowie Ständiger Vertreter der Gemeinschaft Unabhängiger Staaten (GUS) in Moldau. Im Anschluss war er zunächst bis 1994 1. Stellvertretender Außenminister von Moldau. Nach einer kurzen Tätigkeit als 1. Stellvertretender Wirtschaftsminister erfolgte zwischen 1994 und 1997 seine Berufung zum Vorsitzenden des Rechnungshofes (Curții de Conturi). Für seine Verdienste im Bereich des Bank-, Finanz- und Wirtschaftswesens wurde er am 31. Dezember 1996 mit dem Orden Gloria Muncii ausgezeichnet.

#### Erstes Kabinett 1997 bis 1998
Nach dem Rücktritt von Andrei Sangheli aufgrund dessen Niederlage bei der Präsidentschaftswahl wurde er nach der Vereidigung des neuen Präsidenten Petru Lucinschi von diesem am 16. Januar 1997 mit der Regierungsbildung beauftragt. Am 24. Januar 1997 wurde Ciubuc nach seiner Wahl im Parlament, bei der er 74 Stimmen der 99 anwesenden Abgeordneten erhielt, als Nachfolger Sanghelis Ministerpräsident. In seine am 25. Januar 1997 vereidigte erste Regierung übernahm er viele Minister der Vorgängerregierung. Seinem bis zum 22. Mai 1998 amtierenden Kabinett gehörten dabei folgende Minister an:
- Stellvertretende Ministerpräsidenten Ion Guțu, Valeriu Bulgari
- Minister für Wirtschaft und Reformen Guțu (neu),
- Staatsminister Nicolae Cernomaz (neu),
- Außenminister Mihai Popov,
- Industrie- und Handelsminister Grigore Triboi,
- Finanzminister Valeriu Chițan,
- Landwirtschafts- und Ernährungsminister Gheorghe Lungu (neu),
- Verkehrsminister Vasile Iovv,
- Kommunikations- und Informationsminister Ion Casian,
- Minister für Privatisierung und Verwaltung des Staatseigentums Ceslav Ciobanu,
- Minister für territoriale Entwicklung, Bauwesen und kommunale Zusammenarbeit Mihai Severovan,
- Minister für Forschung, Jugend und Sport Iacob Popovici (neu),
- Kulturminister Ghenadie Ciobanu (neu),
- Minister für Wohlfahrt, soziale Sicherheit und Familien Dumitru Nidelcu,
- Gesundheitsminister Mihai Magdei (neu),
- Justizminister Vasile Sturza,
- Minister für Nationale Sicherheit General Tudor Botnaru (neu),
- Innenminister Generalmajor Mihail Plămădeală (neu),
- Verteidigungsminister Valeriu Pasat (neu) sowie
- Kabinettsmitglied kraft Amtes als Gouverneur der Autonomen territorialen Einheit Gagausien Gheorghe Tabunșcic.

Im Laufe der Amtszeit kam es bereits nach wenigen Monaten zu einigen Regierungsumbildungen. Zunächst wurde am 28. Mai 1997 Gheorghe Cucu Nachfolger von Triboi als Industrie- und Handelsminister. Danach übernahm am 10. Juni 1997 Iurie Badâr von Ceslav Ciobanu das Amt des Ministers für Privatisierung und Verwaltung des Staatseigentums. Schließlich wurde Nicolae Tăbăcaru am 28. Juli 1997 Nachfolger von Popov als Außenminister.

#### Zweites Kabinett 1998 bis 1999
Die zweiten freien Parlamentswahlen nach Februar 1994 gewann zwar im März 1998 die erst seit Ende 1994 wieder zugelassene Kommunistische Partei (Partidul Comuniștilor din Republica Moldova) mit 30,1 % aller Stimmen, doch Ministerpräsident Ciubuc führte auch weiterhin eine reformorientierte Koalitionsregierung. Am 22. Mai 1998 bildete er sein zweites Kabinett, dem nach umfangreichen Neuernennungen folgende Minister angehörten:
- Stellvertretende Ministerpräsidenten Ion Sturza (neu), Valentin Dolganiuc (neu), Oleg Stratulat (neu) und Nicolae Andronic (neu),
- Minister für Wirtschaft und Reformen Ion Sturza (neu),
- Staatsminister Cernomaz,
- Außenminister Tăbăcaru,
- Industrie- und Handelsminister Ion Tănase (neu),
- Finanzminister Anatolie Arapu (neu),
- Minister für Landwirtschaft und Mittelständische Industrie Valeriu Bulgari (Ressortwechsel),
- Transport- und Kommunikationsminister Tudor Leancă (neu),
- Minister für Umwelt und Territoriales Arcadie Capcalea (neu)
- Minister für territoriale Entwicklung, Bauwesen und kommunale Zusammenarbeit Severovan,
- Minister für Erziehung und Wissenschaft Anatol Grimalschi (neu),
- Kulturminister Ciobanu,
- Minister für Wohlfahrt, soziale Sicherheit und Familien Vladimir Gurițenco (neu),
- Gesundheitsminister Eugeniu Gladun (neu),
- Justizminister Ion Păduraru (neu),
- Minister für Nationale Sicherheit General Botnaru,
- Innenminister Generalmajor Victor Catan (neu),
- Verteidigungsminister Pasat sowie
- Kabinettsmitglied kraft Amtes als Gouverneur der Autonomen territorialen Einheit Gagausien Gheorghe Tabunșcic.

Am 11. November 1998 kam es im Parlament zu einem Vertrauensabstimmung, die er für sich entscheiden konnte. Am 1. Februar 1999 kündigte Ciubuc seinen Rücktritt als Ministerpräsident an. Die schwere Finanz- und Wirtschaftskrise führte im dabei zu seinem Rücktritt. Am 5. Februar 1999 wurde der Bürgermeister von Chișinău Serafim Urecheanu mit der Regierungsbildung beauftragt und zum amtierenden Ministerpräsidenten ernannt. Allerdings trat er von diesem Amt bereits am 17. Februar wieder zurück. Zwei Tage darauf wurde der bisherige Stellvertretender Ministerpräsident und Minister für Wirtschaft und Reformen Sturza für das Amt des Ministerpräsidenten nominiert, das er dann offiziell am 12. März 1999 übernahm.
Nach seinem Ausscheiden aus der Politik wurde er Direktor des Unternehmens „Interagroinvest“.